# Burgerlijke ongehoorzaamheid

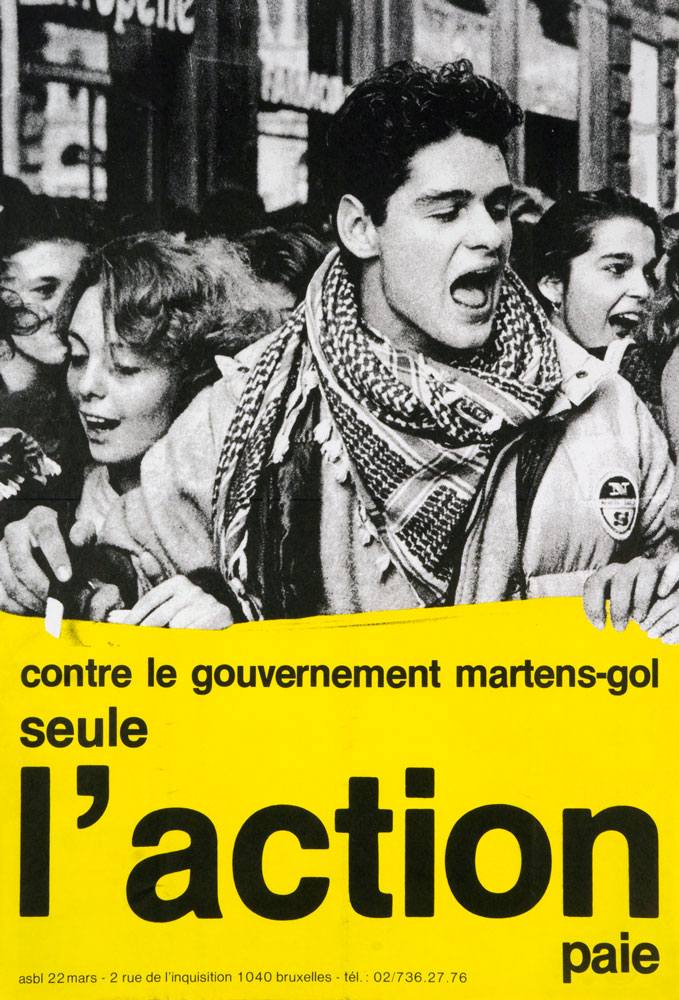
Oproep tot burgerlijke ongehoorzaamheid in 1982 (België)

Burgerlijke ongehoorzaamheid is het opzettelijk overtreden van de wet of het negeren van bevelen van de overheid met een politiek doel. De meeste denkers en activisten die zich ermee bezig hebben gehouden stellen dat burgerlijke ongehoorzaamheid per definitie geweldloos is en nooit plaatsvindt uit louter eigenbelang. Als inspiratiebronnen voor burgerlijke ongehoorzaamheid en/of geweldloos verzet worden vaak genoemd: Rosa Parks, Mahatma Gandhi, Martin Luther King, Leo Tolstoj en Henry David Thoreau.

## Historische precedenten
Van oudsher accepteerde de christelijke theologie voorzichtig het recht om zich te verzetten tegen een tiran.  Thomas van Aquino maakte een onderscheid tussen tirannie als ontaarding van wettelijk gezag, tyrannis exercitio, en tirannie als onrechtmatig gegrepen macht, tirannis ex defectu tituli.  Een tiran van de eerste categorie mocht worden afgezet, maar niet vermoord, een tiran van de tweede categorie mocht in laatste instantie worden vermoord, desnoods door elke onderdaan.  
In een in 1550 door predikanten in Maagdenburg (Luther) uitgegeven Confessie en Apologie worden vier graden van onrecht onderscheiden. 
De eerste is die de overheid begaat uit zorgeloosheid. Dat zou geen reden zijn tot verzet. De tweede omvat alle gevallen waar het leven van mensen in gevaar komt. Zelfs dat moet met geduld gedragen worden; men kan wel vluchten. In de derde graad worden onderdanen tot zonde gedwongen. Die zonde moet men afwijzen maar het is geen reden tot gewelddadig verzet. De vierde graad getuigt van een onophoudende en bewuste actie om de goede werken van eenieder te vernietigen. Dat maakt verzet tot een plicht. De discussie ging er dan over aan wie dat verzet precies toekwam.  
In 1579 schrijft Philippe du Plessis-Mornay zijn Vindiciae contra tyrannos. Voor het eerst durfde men in kringen van de hugenoten schrijven dat het overheidsgezag, zelfs als het van God komt, toch berust op instemming van het volk. Wij zijn dan nog wel drie volle eeuwen af van het algemeen stemrecht.  
Het volk, in de visie van de toenmalige protestantse denkers, o.a. Luther en Calvijn, is nog altijd niet het volk als geheel, maar bestaat uit vertegenwoordigers en lagere magistraten.  Zij kunnen de vorst verdrijven. Op deze legale en constitutionele theorie, die aansluit bij oudere manifesten, zoals de Blijde Inkomst in Brabant of de Magna Carta in Engeland, is voor het eerst in 1581 de onafhankelijkheidsverklaring van de Nederlanden gesteund.  Met het Plakkaat van Verlatinghe "verlieten" de Staten-Generaal in Brussel de koninklijke macht en benoemden in elke provincie of deelstaat een stadhouder, dat betekent eigenlijk plaatsvervanger (stattholder). Vergelijkbare  gebeurtenissen vonden plaats in Engeland (1689) en de Verenigde Staten (1776).

## Moderne betekenis
De eerste keer dat de term burgerlijke ongehoorzaamheid (Engels: civil disobedience) daadwerkelijk werd gebruikt, was in 1849 door Henry David Thoreau, die weigerde belasting te betalen uit onvrede met de slavernij en de Mexicaans-Amerikaanse Oorlog. Thoreau stelde dat het voor een hoger doel moreel goed is om de overheid tegen te werken of niet te steunen, zonder de overheid actief te bevechten. Zijn essay Civil Disobedience behandelt dit thema.
Later hebben er onder andere India (1947), Polen (1989) en Zuid-Afrika (1994) soortgelijke omwentelingen plaatsgehad, die steeds meer een democratisch karakter aannamen.
Sinds de jaren zestig van de twintigste eeuw maakten allerlei vormen van burgerlijke ongehoorzaamheid opnieuw opgang, onder andere tegen de oorlog in Vietnam of tegen de kernbewapening. Vooraanstaande figuren betaalden maar 78% van hun belastingen, omdat 22% naar het oorlogsbudget ging.
Ook in traditioneel protestantse kringen leeft het begrip. Zo ontspon zich binnen de SGP een debat over de vraag of de boeren zich mochten verzetten tegen de ambtenaren van het landbouwministerie die hun nochtans gezonde dieren kwamen opruimen in het kader van acties tegen varkens- of vogelpest.  Sommige politici van de partij zagen een barricade op het erf wel zitten, theologen hielden het eerder bij passief verzet, dat wil zeggen helemaal niet meewerken.
De meeste hedendaagse wetgevingen aanvaarden overigens bepaalde vormen van gewetensbezwaar, bijvoorbeeld weigering van verplichte legerdienst.  Op die manier worden sommige vormen van burgerlijke ongehoorzaamheid als het ware geregulariseerd en gereguleerd.
Een voorbeeld van burgerlijke ongehoorzaamheid in de 21e eeuw is Extinction Rebellion, een beweging die zich verzet tegen de  Opwarming van de Aarde, bijvoorbeeld door kantoren van grote investeerders (ABP) in fossiele brandstoffen te bezetten.

## Lectuur
- De socioloog Kees Schuyt schreef in 1972 een proefschrift over burgerlijke ongehoorzaamheid. Burgerlijk ongehoorzame handelingen zijn illegaal maar wel openlijk en gewetensvol. Zij zijn ook geweldloos en respecteren de rechten van anderen, zo betoogde Schuyt.
- De filosoof Musschenga [bron: waarsch. Manenschijn volgens Musschenga] noemt drie stelregels voor deze burgerlijke ongehoorzaamheid:

1. als de overheid de bestaansveiligheid van mensen in gevaar brengt;
2. als zij een onrechtvaardige verdeling organiseert;
3. als zij de waarheid manipuleert of de vrijheid om een eigen manier van denken te hebben onderdrukt.

- De theoloog Gerrit Manenschijn ziet burgerlijke ongehoorzaamheid als een middel om ethiek in de politiek te brengen.  (MANENSCHIJN G., Burgerlijke ongehoorzaamheid, 1984, Ten Have, Baarn)
- De Israëlische politicoloog Yoram Hazony stelt dat na de Tweede Wereldoorlog de gehoorzaamheid aan de staat moet wijken voor de gehoorzaamheid aan rechtvaardigheid.